# Tolometla de Benito Juárez
Tolometla de Benito Juárez är en ort i Mexiko.   Den ligger i kommunen Atlixco och delstaten Puebla, i den sydöstra delen av landet, 90 km sydost om huvudstaden Mexico City. Tolometla de Benito Juárez ligger 1 904 meter över havet och antalet invånare är 248.
Terrängen runt Tolometla de Benito Juárez är kuperad åt nordost, men åt sydväst är den platt. Runt Tolometla de Benito Juárez är det ganska tätbefolkat, med 222 invånare per kvadratkilometer. Närmaste större samhälle är Cholula, 18,2 km nordost om Tolometla de Benito Juárez. Omgivningarna runt Tolometla de Benito Juárez är en mosaik av jordbruksmark och naturlig växtlighet.